# Xomvúkovo
Xomvúkovo (en rus: Шомвуково) és un poble (un possiólok) de la República de Komi, a Rússia, segons el cens del 2010 tenia 20 habitants.